# 파이카
파이카(Pica)는 활자 크기를 재는 단위로 1/72피트(feet) 또는 1/6인치(inch)이다. 1파이카는 12포인트이다.
파이카는 1785년 프랑수아 암브루아즈 레클라 디도(François-Ambroise "L'éclat" Didot, 1730~1804)의해 만들어졌다. ‘파이카’라는 이름은 전례서를 뜻하는 라틴어 피카(pica)에서 온 것으로 보이지만, 실제로 이 크기 활자로 전례서가 인쇄된 사례가 알려진 것은 없다.
프랑스 1파이카는 12디도 포인트(시세로) 약 12 × 0.376 = 4.512 mm (0.177 in)이다.
미국 1파이카는 0.013837 ft. (1⁄72.27 ft).그러므로, 1파이카는 0.166044 in. (4.2175 mm)이다.
현대 컴퓨터용 활자에서 1파이카는 1959년 결정된 국제 표준 피트의 1⁄72로서 4.233 mm or 0.166 in.이다.

## 같이 보기
- 포인트